# Teatro Harris (Chicago)
El Teatro para la Música y la Danza Joan W. e Irving B. Harris (también conocido como Teatro para la Música y la Danza Harris, Teatro Harris & Harris o, más comúnmente, Teatro Harris) es un teatro de Chicago (Estados Unidos). Tiene 1499 asientos y está consagrado a las artes escénicas. Está ubicado a lo largo del borde norte del Parque del Milenio en Randolph Street en el área comunitaria del Loop. El teatro, que es en gran parte subterráneo debido a las restricciones de altura relacionadas con Grant Park, recibió su nombre de sus principales benefactores, Joan e Irving Harris. Sirve como lugar de actuación interior del parque, un complemento del Pabellón Jay Pritzker, que alberga las actuaciones al aire libre del parque.
Construido entre 2002 y 2003, proporciona un lugar para grupos de música y danza pequeños y medianos, que anteriormente no tenían una sede permanente. Entre los grupos locales que se presentan regularmente se encuentran Joffrey Ballet, Hubbard Street Dance Chicago y Chicago Opera Theatre. Brinda alquiler subsidiado, experiencia técnica y soporte de marketing para las empresas que lo utilizan, y obtuvo ganancias en su cuarto año fiscal.
Contribuyó al renacimiento de las artes escénicas en Chicago y ha recibido críticas favorables por su acústica, líneas de visión, proscenio y por proporcionarles una sede a numerosas organizaciones escénicas. Aunque es visto como un lugar de alto calibre para sus audiencias musicales, no es ideal para los grupos de jazz debido a sus proporciones y a su costo. El diseño ha sido criticado por problemas de flujo de tráfico, con un cuello de botella en el ascensor. Sin embargo, se han elogiado su ubicación destacada y su diseño subterráneo para preservar Parque del Milenio. Aunque hubo quejas sobre eventos de alto precio en sus primeros años, en 2009 se introdujeron programas de boletos con descuento.

## Antecedentes y construcción
El Teatro Harris se construyó para satisfacer la necesidad de un lugar de actuación moderno en el centro de Chicago, que sería un nuevo hogar para las compañías de artes escénicas que anteriormente eran itinerantes. Tales compañías nunca estaban seguras de año en año dónde podrían actuar; el Chicago Tribune informó por ejemplo en 1993 que seis compañías de danza perdieron su espacio de actuación durante las renovaciones en el Civic Opera House. La Fundación John D. y Catherine T. MacArthur identificó la necesidad de un nuevo teatro en un estudio de 1990; el nuevo lugar tenía que ser flexible, asequible y técnica y físicamente "de última generación". En ese sentido, el teatro fue la culminación de "años de planificación por parte de los líderes filantrópicos, artísticos, comerciales y gubernamentales de Chicago", entre ellos Music of the Baroque, que ahora actúan allí con regularidad. El plan también amplió el distrito de artes escénicas de Chicago, que había estado predominantemente al oeste de la avenida Míchigan, al este hacia el lago Míchigan, y lo vinculó más con el parque Museum Campus y las instituciones culturales de la avenida Míchigan.
El Teatro Harris está en Grant Park, que se encuentra entre el lago Míchigan al este y el Loop al oeste. En la esquina noroeste de Grant Park (al norte de Monroe Street y el Art Institute, al este de la avenida Míchigan, al sur de Randolph Street y al oeste de Columbus Drive) hubo patios de ferrocarril y estacionamientos de Illinois Central hasta 1997, cuando estuvo disponible para su desarrollo por la ciudad como Parque del Milenio. A partir de 2007, Parque del Milenio solo es superado por el Navy Pier como atracción turística de Chicago.
En 1836, un año antes de la incorporación de Chicago, la Junta de Comisionados del Canal realizó subastas públicas para los primeros lotes de la ciudad. Los ciudadanos previsores, que querían que la orilla del lago se mantuviera como un espacio público abierto, convencieron a los comisionados de que designaran el terreno al este de la avenida Míchigan entre Randolph Street y Park Row (11th Street) como "terreno público: un terreno común para permanecer siempre abierto, despejado y libre de cualquier Edificios u otra obstrucción, lo que sea". Grant Park ha estado "siempre abierto, despejado y libre" desde entonces, protegido por una legislación que ha sido confirmada por cuatro fallos anteriores de la Corte Suprema de Illinois. En 1839, el secretario de Guerra de los Estados Unidos, Joel Roberts Poinsett, declaró que el terreno entre Randolph Street y Madison Street al este de la avenida Míchigan era "terreno público para siempre sin edificios".
Aaron Montgomery Ward, quien es conocido como el inventor del pedido por correo y el protector de Grant Park, demandó dos veces a la ciudad de Chicago para obligarla a retirar edificios y estructuras de ese parque y evitar que construya otros nuevos. En 1890, argumentando que los propietarios de la avenida Míchigan tenían servidumbres sobre el terreno del parque, Ward inició acciones legales. En 1900, la Corte Suprema de Illinois concluyó que todos los vertederos al este de la avenida Míchigan estaban sujetos a dedicaciones y servidumbres. En 1909, cuando trató de impedir la construcción del Museo Field de Historia Natural en el centro del parque, los tribunales confirmaron sus argumentos. Como resultado, la ciudad tiene lo que se denomina restricciones de altura de Montgomery Ward en edificios y estructuras en Grant Park; las estructuras de más de 12 m de altura no están permitidas en el parque, a excepción de las conchas acústicas. Por lo tanto, la mayor parte del teatro es subterráneo, mientras que el adyacente Jay Pritzker Pavilion fue descrito como una obra de arte para esquivar la restricción de altura.

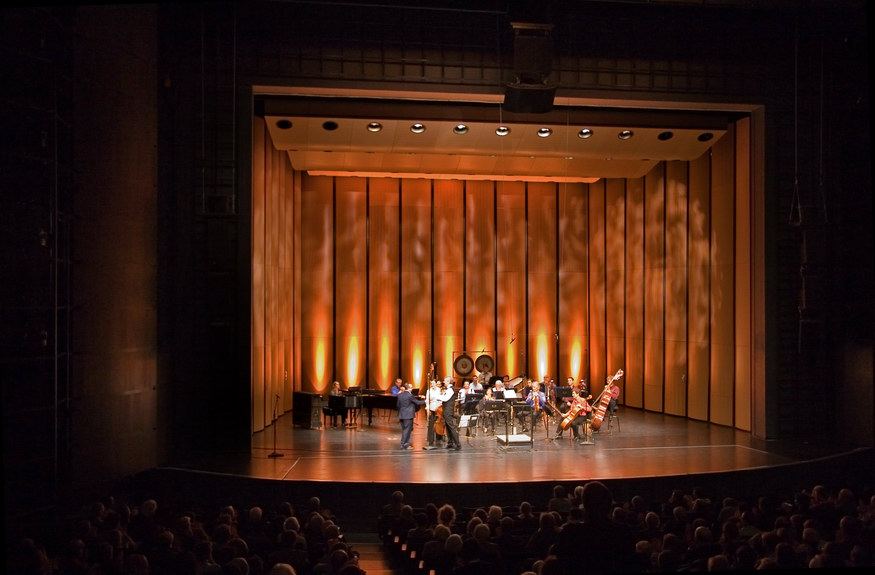
El área de preparación es por

El teatro lleva el nombre de los millonarios Joan e Irving Harris, quienes donaron 15 y 24 millones de dólares al Teatro de Música y Danza de Chicago. Los Harris también habían hecho otras donaciones para proyectos artísticos.
El Teatro Harris fue diseñado por el ganador del Premio Driehaus Thomas Beeby de Hammond Beeby Rupert Ainge Architects; su trabajo anterior en Chicago incluye el Harold Washington Library Center y el Ala Rice del Art Institute of Chicago Building. Thornton Tomasetti fue el ingeniero estructural. El edificio está ubicado en un terreno alquilado a la ciudad de Chicago, y costó 52,7 millones de dólares. La construcción comenzó el February 1 2002, y el teatro se inauguró el 8 de noviembre de 2003.

## Arquitectura
La entrada sobre el suelo al Teatro Harris es un vestíbulo con paredes de vidrio en 205 E. Randolph Street, que abarca varios pisos metálicos y de neón descrito como "un eje de varios pisos de espacio que explota hacia abajo desde el nivel de la calle". El teatro y el Garaje del Parque del Milenioadyacente están ubicados en su mayoría bajo tierra, con un pasaje que los conecta. Kamin también señala que el diseño subterráneo del teatro y la entrada del Garaje del Parque del Mileniohace que muchos asistentes al teatro se pierdan la grandeza espacial del vestíbulo y ha generado quejas sobre el tiempo que lleva descender las muchas escaleras hasta el teatro. El teatro tiene una terraza en la azotea que está disponible para eventos privados.

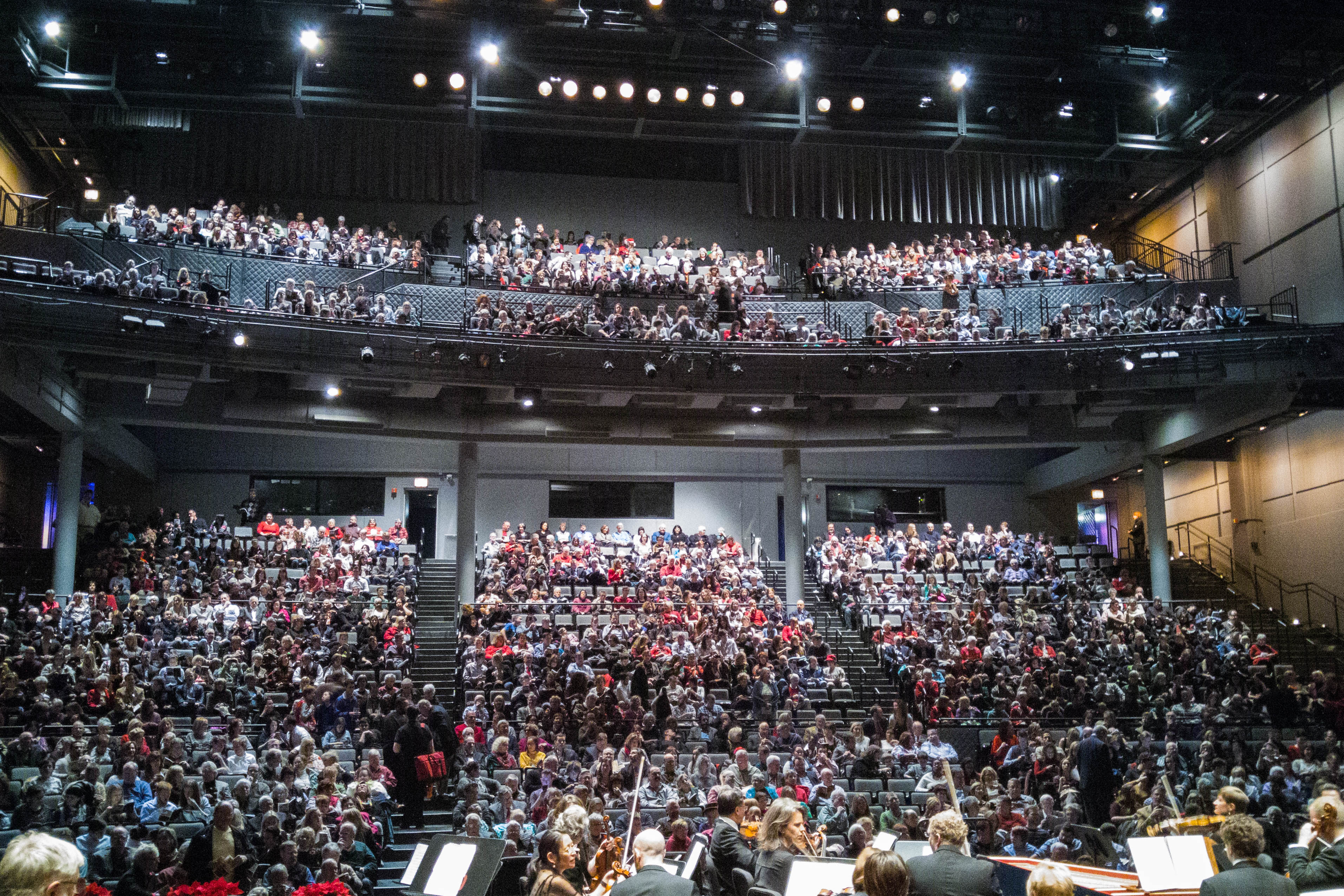
Vista desde el escenario con casa llena

El Teatro Harris está ubicado debajo y directamente al norte del Pabellón Jay Pritzker, el lugar de actuación al aire libre del Parque del Milenio. El teatro y el pabellón se construyeron uno al lado del otro aproximadamente al mismo tiempo, con la ventaja de que comparten un muelle de carga, salas de ensayo y otras instalaciones entre bastidores. Todo el auditorio está en un cubo de 30 m de lado, de modo que todos los asientos estén relativamente cerca del escenario. El aforo es de 1499 localidades, con aproximadamente 600 asientos del piso principal, 500 elevados al nivel de la orquesta y 400 de balcón. El moderno foso de orquesta, que se puede cerrar, tiene capacidad para 45 músicos Los asientos son de madera de arce; las alfombras y las paredes tienen un esquema de colores apagados: negros, carbones y grises. Kamin sintió que la paleta modesta es apropiada para una estructura modesta que intenta complementar el exuberante Pabellón Jay Pritzkervecino.
El proscenio tiene 9,1 m de alto y está flanqueado por 22,9 m torres reflectoras de acero de para a yudar a enfocar el sonido. El escenario mide 13,7 m de ancho y profundidad, con una tramoya de 22,9 m dee altura. La distancia derecha de los bastidores es 7,9 m, mientras que a la izquierda es 8,5 m Las líneas de visión y la acústica del teatro brindan "un entorno inusualmente moderno y reforzado con acero inoxidable" para experimentar las representaciones según Centerstage City Guide.
El diseño original preveía que la mayoría de los asistentes al teatro ingresaran al teatro desde el estacionamiento subterráneo, pero el éxito de Parque del Milenio y los negocios vecinos ha provocado que la mayoría de los asistentes ingresen por el nivel de la calle. El servicio limitado de ascensores del diseño ha causado cuellos de botella. Se han considerado ascensores y escaleras mecánicas adicionales, que requerirían una financiación especial dedicada. La construcción inicial goteaba y no protegía algunos espacios no públicos de la exposición al agua; en 2008 esto le costó a los contribuyentes de Chicago un millón de dólares en reparaciones.

## Artistas y eventos

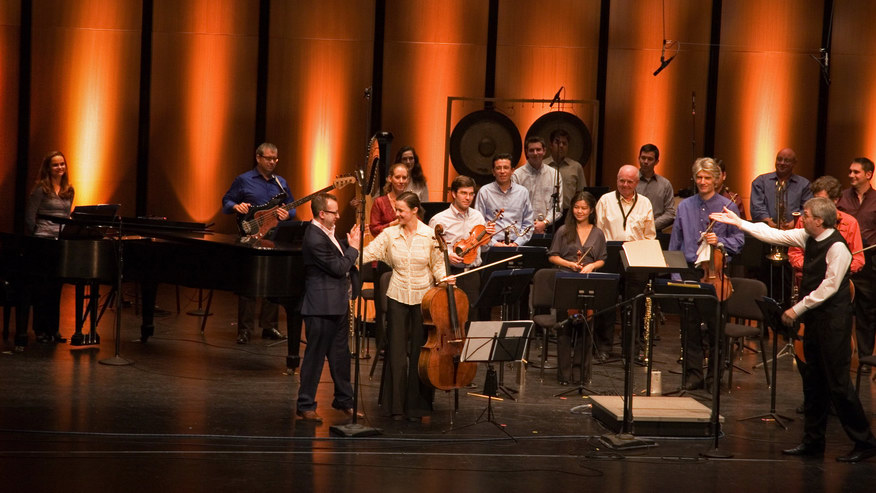
Artistas en el escenario del Teatro Harris

El Teatro Harris es una institución privada destinada a empresas y proyectos artísticos sin fines de lucro de tamaño mediano, incluidos aquellos, como Old Town School of Folk Music, que patrocinan a artistas en gira. El teatro proporciona alquiler subsidiado, experiencia técnica y soporte de mercadeo, y suscribe más de dos tercios de los costos de uso diario para sus usuarios sin fines de lucro mientras brinda servicios de mercadeo, taquilla, atención al público y técnicos sin cargo adicional. A partir de 2008, se utilizó en promedio 262 días al año para 112 funciones diferentes con audiencias de alrededor de 65 por ciento de la capacidad.

### Artistas locales
Cuando abrió el Teatro Harris, sirvió como sede de una docena de grupos fundacionales de música y danza: Chicago Ballet, Chicago Opera Theater, Chicago Sinfonietta, The Dance Center of Columbia College Chicago, Hubbard Street Dance Chicago, Joffrey Ballet of Chicago, Lyric Opera Center for American Artists, Mexican Fine Arts Center Museum, Muntu Dance Theatre of Chicago, Music of the Baroque, Old Town School of Folk Music, y Performing Arts Chicago. Entre las pequeñas compañías de danza que han buscado presentarse en el teatro se encuentra Luna Negra Dance Theatre, que actuó en 2006 y 2007.
En 2010, la guía Frommer's señaló que los principales grupos de danza locales que actuaban regularmente en el teatro incluían a Columbia College Chicago, Hubbard Street, Joffrey, Muntu y River North Dance Company. La edición de 2009 de las siete actuaciones de Fodor's Music of the Baroque en el Teatro Harris cada año. El teatro también alberga eventos del Festival de Música de Grant Park que incluyen algunos asientos gratuitos. Según la Frommer's Irreverent Guide to Chicago de 2005, al proporcionar un lugar de actuación regular, el Teatro Harris también "elevó el perfil de los grupos de baile locales".
El intento de facilitar grupos de actuación de tamaño modesto ha sido reconocido por filántropos ; tanto la Fundación John D. y Catherine T. MacArthur con sede en Chicago como la Fundación Andrew W. Mellon con sede en Nueva York han otorgado subvenciones al teatro. Por ejemplo, en 2009, la Fundación MacArthur le dio al teatro 150 000 dólares durante tres años "en apoyo de un programa de uso subsidiado para organizaciones artísticas más pequeñas".
Desde 2021 Teatro Harris Resident Companies comprende 25 organizaciones, entre ellas el Apollo Chorus de Chicago y la Orquesta Sinfónica CCPA de la Universidad Roosevelt.

### Artistas visitantes

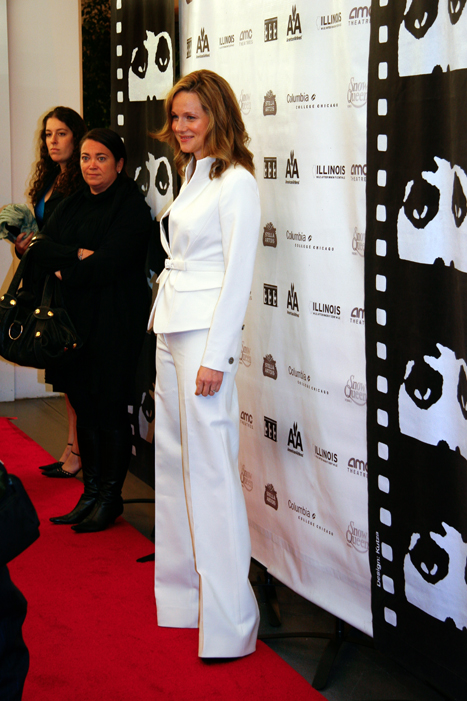
Laura Linney en la noche de clausura del Festival Internacional de Cine de Chicago en el Teatro Harris, 2007

En el otoño de la temporada 2006-2007, el Teatro Harris recibió al New York City Ballet durante cinco días de funciones que marcaron la primera visita de la compañía a Chicago en más de 25 años. años. Esta presentación recaudó 2,3millones dólares y atrajo a 600 nuevos donantes para apoyar el teatro, que obtuvo 800 000 dólares netos para operaciones y subsidios de alquiler para sus compañías residentes. Esto contribuyó al primer año de rentabilidad del teatro en el año fiscal 2007; tuvo una utilidad neta de 1,3 millones dólares de sobre ingresos de 8,2 millones dólares. En July 2007, Mikhail Baryshnikov hizo su primera visita a Chicago como actor en siete años, con dos espectáculos en el teatro.
El teatro comenzó a presentar su propia serie de música de grupos de gira en su quinta temporada (2008-09), lo que lo puso en competencia con la serie "Symphony Center Presents" de la Orquesta Sinfónica de Chicago y el Teatro Auditorio situado en el Auditorium Building. La serie "Teatro Harris Presents" se sumó a los programas de sus numerosos grupos de artes escénicas residentes. La serie de música del teatro para la temporada 2008-09 incluyó una serie de música clásica de cinco conciertos y una serie de danza de tres actuaciones del Ballet de San Francisco y la Lar Lubovitch Dance Company. El Ballet de San Francisco es la compañía de ballet profesional más antigua de Estados Unidos y participó en una gira de celebración del 75 aniversario de cuatro ciudades ampliamente publicitada. Muchos de los artistas de la primera serie de suscripción del Teatro Harris eran artistas de renombre internacional.
La segunda temporada 2009–10 del Teatro Harris incluyó a Mikhail Baryshnikov, Lang Lang, Kathleen Battle y Stephen Sondheim. Teatro Harris ha participado en la organización del Festival Internacional de Cine de Chicago. Antes de 2008, se solía presentar en el Chicago Theatre la película de apertura, pero desde ese año se realizan en el Teatro Harris.
El teatro ha sido sede de varias actuaciones exitosas de jazz, incluido el regreso de Nicholas Payton y el primer espectáculo bajo techo de Chicago de la cantante de fado portuguesa Mariza. En 2005, el teatro acogió el 14º Congreso Mundial de Danza de Jazz anual, y al año siguiente acogió "Imagine Tap!", un espectáculo que presentaba una variedad de estilos de claqué.

## Recepción
El Teatro Harris ha sido objeto de numerosas reseñas, que probablemente estén mejor resumidas por el crítico de arquitectura del Chicago Tribune, Blair Kamin, quien lo describe como un "éxito sólido, aunque no absoluto", al tiempo que le otorga una calificación de dos estrellas (de un total de cuatro posibles). Entre las debilidades que señala se encuentran la estética industrial desagradable, el marco de hormigón mundano, la paleta modesta poco refinada y la entrada contundente. Sin embargo, Kamin elogia el espacioso vestíbulo y el diseño subterráneo del teatro como una concesión para preservar la verde orilla del lago.
Kamin también elogia el diseño del proscenio y las líneas de visión y acústica del lugar, que también recibió elogios del periodista del Tribune Howard Reich y del periodista del Chicago Sun-Times Wynne Delacoma. Reich, quien señala que el teatro tiene un escenario maravilloso, describe el teatro como una bendición tanto para el público como para las organizaciones artísticas porque su alto perfil confiere "prominencia y credibilidad instantáneas a músicos y presentadores". Reich siente que es un lugar de música de jazz menos que perfecto debido a su tamaño "cavernoso" y su alto costo de alquiler ($ 4,750 en 2008, más los costos de los tramoyistas). No obstante, Delacoma lo describe como "un lugar asombrosamente hermoso para escuchar música. Su cuna acústica suena como un joyero forrado de terciopelo".
El periodista de Tribune Chris Jones acredita la fundación del teatro como parte del renacimiento de las artes escénicas de Chicago y lo elogia como "el único edificio artístico importante de Chicago con un compromiso a largo plazo con asociaciones equitativas" con sus grupos de actuación. Otro periodista del Tribune, John von Rhein, describe el teatro como una bendición para los grupos de actuación a los que sirve y lo elogia por ser de vanguardia. También señala que, debido al éxito del teatro, es capaz de "presentar un número cada vez mayor de eventos arriesgados, a veces transgresores, que el público no escuchará en ningún otro lugar de la zona".
Sin embargo, von Rhein señala que el tamaño del teatro representa un desafío para los artistas que intentan llenar sus asientos y siente que enfatiza demasiado los eventos de alto precio. En 2009-2010, el teatro introdujo un par de programas de boletos con descuento: una serie de espectáculos de baile de 45 minutos a la hora del almuerzo de cinco dólares, y se inició un programa de boletos con descuento de diez dólares para en persona, solo en efectivo. compras en los últimos 90 minutos antes de las funciones.
El teatro ha sido reconocido con el American Architecture Award 2002, y en 2005 el Premio de Excelencia en el Diseño del American Institute of Architects. En 2008, Joan Harris fue reconocida con un Premio Nacional de las Artes de Americans for the Arts por su liderazgo y logros artísticos, ejemplificados en parte por la financiación del Teatro Harris con su difunto esposo.